# Abies recurvata
Abies recurvata é uma espécie de conífera da família Pinaceae.
Apenas pode ser encontrada na China.

## Variedades
- Abies recurvata var. ernestii (Rehder) C. T. Kuan
- Abies recurvata var. recurvata